# I figli del grano
I figli del grano (Children of the Corn) è un racconto horror scritto da Stephen King e pubblicato inizialmente nel 1977 su Penthouse, e nel 1978 nella raccolta A volte ritornano.
Il racconto appare nella raccolta Horroriana - 24 storie di paura, edita da Mondadori nel 1979.

## Trama
Burt e Vicky sono una coppia in crisi che sta recandosi in California nella speranza di migliorare il loro matrimonio. Mentre stanno guidando lungo una strada rurale nel Nebraska, accidentalmente investono il corpo di un giovane ragazzo che era stato abbandonato in mezzo alla strada.
Dopo aver caricato il corpo del ragazzo sull'auto, la coppia riparte in cerca di aiuto e finisce con l'arrivare nella piccola, isolata e apparentemente abbandonata città di Gatlin.
Giunti alla stazione di polizia la trovano deserta. Burt è intenzionato ad esplorare la città mentre Vicky, terrorizzata, lo implora di lasciare la città in fretta. Tra i due scoppia un litigio, dopodiché Burt lascia la moglie in auto per esplorare la città, il cui solo edificio che sembra essere ancora in uso è la chiesa.
Al suo interno Burt trova una lista contenente i nomi di tutti i cittadini, accanto ai quali è presente la loro data di nascita e di morte. Leggendo la lista, egli nota che i nomi originali dei bambini sono stati modificati in nomi biblici e che ognuno è deceduto all'età di diciannove anni.
Resosi finalmente conto di essere in pericolo, Burt corre fuori dalla chiesa appena in tempo per vedere una banda di bambini armati con attrezzi agricoli, circondare la sua auto al cui interno c'è Vicky. Burt affronta i bambini ed uccide un ragazzo che lo aveva ferito con un coltello. Resosi conto che Vicky è scomparsa, Burt fugge e viene inseguito dai bambini per tutta Gatlin.
Nella speranza di non essere trovato, Burt entra nei campi di grano, ove i bambini si gettano alla sua caccia. Scesa la notte, Burt trova, in una piccola radura al centro dei campi di grano, gli scheletri degli adulti di Gatlin legati a delle croci fatte di grano. Egli trova anche il corpo senza vita di Vicky. Burt viene poi catturato ed ucciso da un'enorme creatura uscita dal campo di grano.
Più tardi, i bambini di Gatlin, tutti membri di un culto pseudo mormone che adora un dio chiamato "Colui che cammina dietro i filari", si radunano nel luogo dove Burt e Vicky sono stati uccisi. Isacco, il loro leader, dice loro che Colui che cammina dietro i filari è rattristato per il loro fallimento nel cacciare e poi uccidere Burt, una cosa che la creatura ha dovuto fare personalmente. Colui che cammina dietro i filari ordina poi che il limite di età sia abbassato dai diciannove ai diciotto anni.
Il racconto termina con i ragazzi diciottenni di Gatlin che camminano nel grano pronti per essere sacrificati. Il pensiero finale va tuttavia alla compagna di Malachia -prima che questo si sacrifichi- incinta di quest'ultimo che, nascondendolo aveva sviluppato un odio segreto per il grano e che sognava spesso di dargli fuoco e di poter infine fuggire. E che molto probabilmente attuerà il suo piano al momento opportuno; nel periodo estivo, quando esso sarà secco altamente infiammabile.

## Connessioni ad altri libri
Temi simili a quelli del racconto si possono trovare nel romanzo Ritual (1963) di David Pinner e in La festa del raccolto (1973) di Thomas Tryon. Gatlin viene menzionata nel romanzo It. Hemingford Home, la città vicina a Gatlin, è la città dove Madre Abagail vive nel romanzo L'ombra dello scorpione ed è anche il luogo di ambientazione dei racconti "L'ultimo piolo" e "1922". Inoltre nella storia L'ombra dello scorpione, si lascia intendere che Colui che cammina dietro i filari sia Randall Flagg.

## Al cinema
Il racconto fu adattato per lo schermo per la prima volta nel 1983, nel cortometraggio I discepoli del corvo.
Un anno dopo, dal racconto venne tratto il film Grano rosso sangue - Children of the Corn, con Peter Horton e Linda Hamilton. Molti sequel furono realizzati in seguito al grande successo del film. Nel settembre 2009, il canale Syfy ha realizzato un film televisivo remake Campi insanguinati basato sul racconto, e infine un film reboot del 2020.

### Film della serie
- I discepoli del corvo (Disciples of the Crow) (1983) Cortometraggio
- Grano rosso sangue - Children of the Corn (Stephen King's Children of the Corn) (1984)
- Grano rosso sangue 2 - Sacrificio finale (Children of the Corn II: The Final Sacrifice) (1992)
- Grano rosso sangue 3 - Urban Harvest (Children of the Corn III: Urban Harvest) (1995)
- Inferno a Grand Island (Children of the Corn IV: The Gathering) (1996) Uscito direttamente in vhs
- Children of the Corn V - Gli adoratori del male (Children of the Corn V: Fields of Terror) (1998) Uscito direttamente in vhs
- Children of the Corn 666 - Il ritorno di Isaac (Children of the Corn 666: Isaac's Return) (1999) Uscito direttamente in vhs
- Children of the Corn: Revelation (2001) Uscito direttamente in vhs
- Campi insanguinati (Children of the Corn) (2009) Film TV
- Children of the Corn: Genesis (2011)
- Children of the Corn: Runaway (2018)
- Children of the Corn (2020)